# Marianne Gábor
Gábor Marianne (Budapeste, 26 de abril de 1917 – Budapeste, 23 de julho de 2014) foi uma húngara pintora e gravadora.

## Vida e Carreira
Nascida em uma família de intelectuais judeus, sua mãe era Raiss Izabella Lucia e seu pai era Gábor Ignác, historiador literário e tradutor. Estudou na escola de pintura de Szőnyi István e, entre 1935 e 1941, na Academia de Belas Artes da Hungria, onde completou seus estudos sob a orientação de Réti István. Fez sua primeira exposição em 1938 e, a partir de então, foi uma artista expositor por dez anos. Enquanto ainda era estudante, participou da Exposição Nacional de Kassa e da exposição de primavera do Museu Ernst, recebendo o Prêmio Nemes Marcell. Entre 1941 e 1943, foi membro da colônia de artistas de Zebegény. Em 1942, realizou sua primeira exposição individual no Salão Nacional. Sua segunda exposição individual foi organizada por Rózsa Miklós na Galeria Tamás em janeiro de 1944. Realizou estudos na Áustria, Bélgica, França, Inglaterra, Países Baixos, Itália e na União Soviética.[carece de fontes?]
Após a Segunda Guerra Mundial, sua primeira exposição individual ocorreu em 1947 na Galeria Művész. Mais tarde, sua pintura foi considerada "burguesa" por outros artistas, o que não foi aceito pela política cultural oficial da época. Ela só voltou a expor em 1957, conseguindo então seu lugar entre os artistas expositores. Em 1977, apresentou uma grande exposição de sua obra na Galeria Nacional da Hungria. Na metade da década de 1990, exibiu suas obras com temas sobre o Holocausto e a vida judaica em exposições individuais.[carece de fontes?]
Seus trabalhos estão presentes na Galeria Nacional da Hungria, no Museu Nacional Húngaro e no Museu do Rei Santo Estevão em Székesfehérvár.[carece de fontes?]

## Vida Pessoal
Conheceu seu futuro marido, Rónai Mihály András, um poeta (1913–1992), em 1938. Rónai, que também era de uma família judaica, foi convocado para trabalho forçado a partir de 1940. Nas semanas após a ocupação alemã, ele fugiu do trabalho forçado por alguns dias para Budapeste, e se casaram em 27 de abril de 1944. Em 1944, durante o cerco de Budapeste, sobreviveram escondendo-se com documentos falsos e alojamentos ilegais. Seus pais foram vítimas do Holocausto.[carece de fontes?]

## Exposições Individuais
- 1942 Salão Nacional
- 1944 Galeria Tamás
- 1945, 1947 Galeria Művész
- 1948 Fészek
- 1957, 1963, 1966, 1970, 1973 Galeria Csók
- 1958 Instituto de Relações Culturais
- 1959 Museu Pesterzsébet
- 1964 Palermo (Itália), Roma
- 1966 Veneza (Itália), Roma
- 1969-1971 Roma
- 1970 Szeged
- 1972 Veneza
- 1974-1975 Paris
- 1976 Florença
- 1977-1978 Galeria Nacional
- 1980 Berlim
- 1981 Rostock
- 1985, 1996 Galeria Vigadó
- 1986 Centro Cultural Móra Ferenc
- 1987 Museu Etnográfico (Budapeste)
- 1988 Galeria Szolnok
- 1990 Centro Cultural Hevesi
- 1992 Museu de Szatmár
- 1993 Museu Literário Ocidental
- 1995 Clube Kossuth
- 1997 Clube da União dos Escritores Húngaros
- 2003 Museu de Szatmár
- 2012 Galeria Jászi
- 2017 Eötvös, Centro Comunitário e Cultural
- 2018 Espaço Comunitário Széphárom
- 2020 Galeria Újpest
- 2022 Museu de Mátészalka

## Exposições Coletivas
- Galeria Haas 2011

## Prêmios e Honrarias
- Prêmio Nemes Marcell (1939)

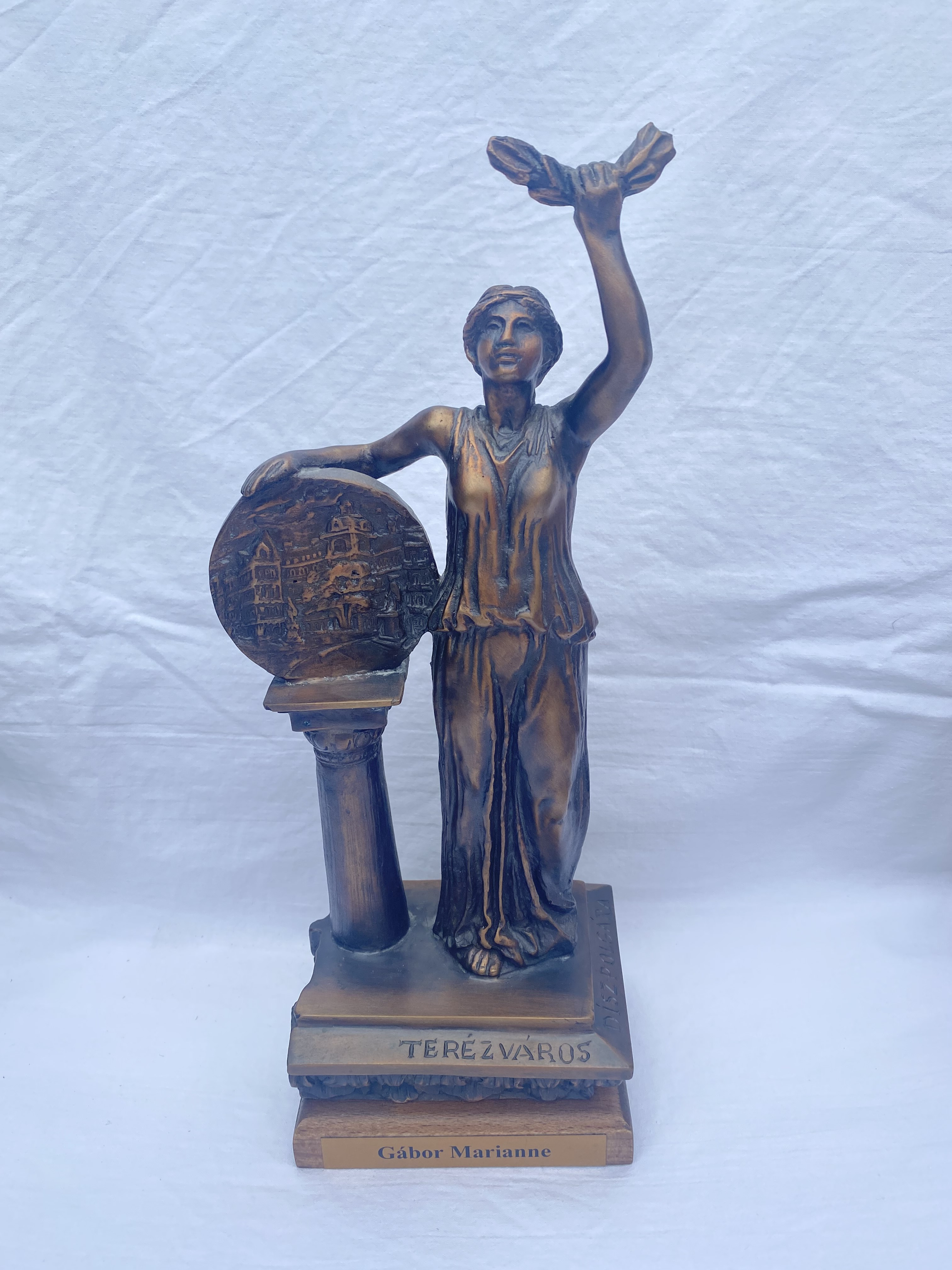
Prêmio de Cidadã Honorária de Terézváros para Gábor Marianne 2019

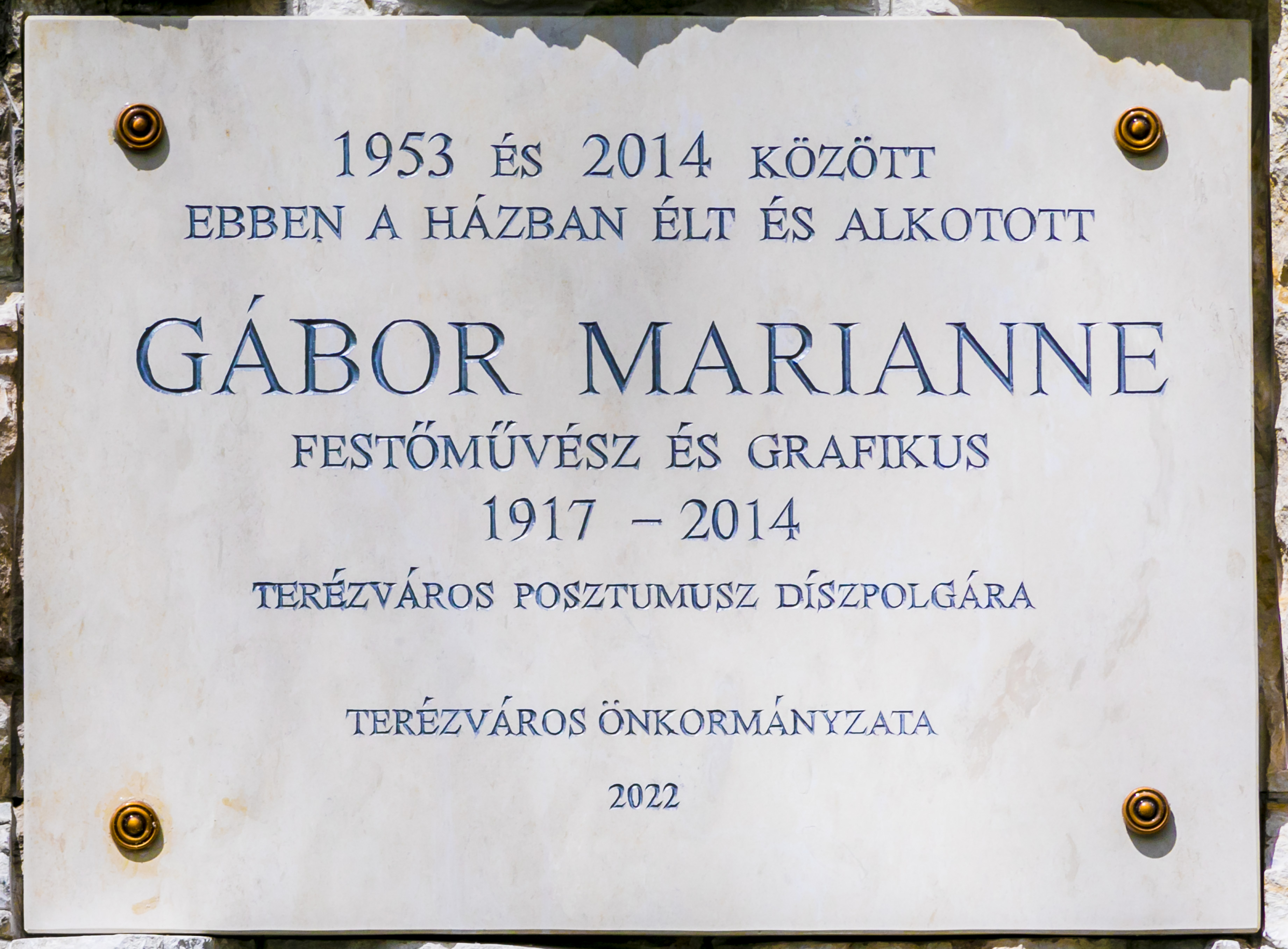
Placa comemorativa de Gábor Marianne 2022

- Reconhecimento da Sociedade Szinyei (1940)
- Prêmio Hatvany (1941)
- Reconhecimento Distinto da Sociedade Szinyei (1942)
- Prêmio de Reconstrução (1945)
- Primeiro prêmio da Sociedade de Amizade Hungria-Soviética (1955) (Paisagem do Balaton)
- Medalha Leonardo de Florença (1976)
- Artista Mérito (1978)
- Medalha de Ouro da Academia de Artes da Itália (1979)
- Ordem de Mérito da Confederação Internacional dos Artistas (1984)
- Prêmio "Maestro Accademico" da Accademia Bedriacense (1984)
- Prêmio "Fiaccola d'Oro" da Accademia Italia (1986)
- Prêmio Budapest (1994)
- Pro Urbe Mátészalka (2002)
- Cruz de Oficial da Ordem de Mérito da República da Hungria (2003)
- Cidadã Honorária de Terézváros (postumamente) (2019)[2]

## Mais Informações
- Artportal.hu
- Museum.hu